# Glypta scalaris
Glypta scalaris là một loài tò vò trong họ Ichneumonidae.